# Whoosh!
Whoosh! je dvacáté první studiové album anglické rockové skupiny Deep Purple, vydané 7. srpna 2020 společností earMUSIC. Produkoval jej Bob Ezrin, který se skupinou spolupracoval již na předchozích dvou albech a také na albech následujících. Obsahuje dvanáct písní a jeden bonus; dvě písně jsou instrumentální, jedna z nich vyšla již na první albu kapely Shades of Deep Purple v roce 1968. První singl z alba, „Throw My Bones“, byl vydán již v březnu 2020. O měsíc později byla zveřejněna druhá ukázka z alba, píseň „Man Alive“. Třetí singl „Nothing at All“ vyšel měsíc před vydáním alba.
Původně mělo album vyjít již 12. června 2020, kvůli pandemii covidu-19 však bylo o dva měsíce odloženo. V domácí hitparádě (UK Albums Chart) se album umístilo na čtvrté pozici. V několika zemích, včetně Belgie, Finska, Německa a Rakouska, se dostalo na první příčku. V české hitparádě (ČNS IFPI) dosáhlo druhého místa.

## Seznam skladeb
| Pořadí         | Název                               | Délka |
| -------------- | ----------------------------------- | ----- |
| 1.             | Throw My Bones                      | 3:38  |
| 2.             | Drop the Weapon                     | 4:23  |
| 3.             | We're All the Same in the Dark      | 3:44  |
| 4.             | Nothing at All                      | 4:42  |
| 5.             | No Need to Shout                    | 3:30  |
| 6.             | Step by Step                        | 3:34  |
| 7.             | What the What                       | 3:32  |
| 8.             | The Long Way Round                  | 5:39  |
| 9.             | The Power of the Moon               | 4:08  |
| 10.            | Remission Possible (instrumentální) | 1:38  |
| 11.            | Man Alive                           | 5:35  |
| 12.            | And the Address (instrumentální)    | 3:35  |
| 13.            | Dancing in My Sleep (bonus)         | 3:51  |
| Celková délka: | Celková délka:                      | 51:29 |

## Obsazení

### Deep Purple
- Ian Gillan – zpěv, doprovodné vokály
- Steve Morse – kytara
- Roger Glover – baskytara
- Ian Paice – bicí
- Don Airey – klávesy

### Ostatní hudebníci
- Saam Hashemi – programování v „Dancing in My Sleep“
- Ayana George – doprovodné vokály v „No Need to Shout“
- Tiffany Palmer – doprovodné vokály v „No Need to Shout“